# 后街清真寺
后街清真寺位于中国甘肃省天水市秦州区，2003年被列为甘肃省文物保护单位，2006年被列为第六批全国重点文物保护单位。
后街清真寺的历史年代为明至清。
- 大门及大殿临街面
- 大殿正面
- 大殿临街侧面